# Grundsatz der Inkompatibilität
Grundsatz der Inkompatibilität bedeutet in Politik und Rechtslehre das Paradigma, dass eine Person grundsätzlich (zu den Ausnahmen siehe im Folgenden) nicht zugleich in Amt und Mandat tätig sein soll. Dieser Grundsatz hat sich aus der Idee der Gewaltenteilung entwickelt, nach der Legislative, Exekutive und Judikative sich gegenseitig kontrollieren sollen.

## Verfassungsrechtliche Inkompatibilitäten
Das deutsche Grundgesetz untersagt dem Bundespräsidenten, einer Regierung oder einer gesetzgebenden Körperschaft (Parlament) anzugehören (Artikel 55). Den Mitgliedern der Bundesregierung (Bundeskanzler und Bundesminister) untersagt Artikel 66 ein anderes besoldetes Amt, ein Gewerbe oder anderen Beruf auszuüben oder ohne Zustimmung des Bundestages dem Aufsichtsrat eines auf Erwerb gerichteten Unternehmens anzugehören. Anders als dem Bundespräsidenten ist aber den Mitgliedern der Bundesregierung gestattet, neben dem Regierungsamt ein Abgeordnetenmandat wahrzunehmen. Die parallele Wahrnehmung eines Amtes der Exekutive und der Legislative ist als Durchbrechung des Grundsatzes auch auf Kritik gestoßen, wird aber als traditionelles Merkmal des parlamentarischen Regierungssystems toleriert. Auch die Zulässigkeit von Abgeordnetenmandat und einer Tätigkeit als Schöffe oder ehrenamtlicher Richter wird für eine zulässige Durchbrechung des Grundsatzes der Gewaltenteilung anerkannt. Ebenso darf ein Abgeordneter gleichzeitig als Rechtsanwalt und damit als unabhängiges Organ der Rechtspflege tätig sein.
Zum Grundsatz der Inkompatibilität gehören auch sogenannte Karenzzeiten nach dem Ausscheiden aus einem Regierungsamt.

### Temporäre Inkompatibilität
Die Bismarcksche Reichsverfassung regelte in Art. 21 (2) die temporäre Inkompatibilität: Wenn ein Reichstagsmitglied ein höher besoldetes staatliches Amt im Reich oder einem Mitgliedsstaat annahm, verlor er sein Reichstagsmandat. Dieser Verlust war temporär: Es kam dann zu einer Ersatzwahl, bei der er wieder antreten konnte.

„Wenn ein Mitglied des Reichstages ein besoldetes Reichsamt oder in einem Bundesstaat ein besoldetes Staatsamt annimmt oder im Reichs- oder Staatsdienste in ein Amt eintritt, mit welchem ein höherer Rang oder ein höheres Gehalt verbunden ist, so verliert es Sitz und Stimme in dem Reichstag und kann seine Stelle in demselben nur durch neue Wahl wieder erlangen.“

Beispielsweise endete das Mandat des im Reichstagswahlkreis Regierungsbezirk Kassel 3 gewählten Wilhelm Wehrenpfennig am 5. Januar 1878 durch die Ernennung von Wehrenpfennig zum Geheimen Regierungsrat im Ministerium für Handel und Gewerbe in Berlin. Bei der Ersatzwahl am 28. Februar 1878 wurde er im gleichen Wahlkreis mit 69,4 Prozent der Stimmen wiedergewählt und blieb damit Reichstagsabgeordneter. Diese Regelung war sozusagen ein Hinweis an den Wähler, dass ein Interessenkonflikt vorliegen könnte. Der Wähler war dann frei darin, seine Wahl zu bestätigen oder den Interessenkonflikt als wichtiger zu betrachten. Ein Beispiel für die Nicht-Wiederwahl ist die  Ersatzwahl am 23. Mai 1880 im Reichstagswahlkreis Regierungsbezirk Kassel 2. Hier musste der langjährige Mandatsinhaber Otto Bähr neu antreten, nachdem er zum Reichsgerichtsrat ernannt worden war und wurde nicht wiedergewählt.

## Kommunalrechtliche Inkompatibilitäten
Für die hauptamtlichen Bürgermeister und Beigeordneten folgt das Verbot einer weiteren beruflichen Betätigung meistens ohnehin aus beamtenrechtlichen Vorschriften. Ehrenamtlichen Bürgermeistern (als  Ehrenbeamten) ist eine berufliche Tätigkeit dagegen grundsätzlich möglich, nicht aber Dritte gegen die eigene Gemeinde (Gebietskörperschaft) zu vertreten.
Ein Stadtrats- oder Gemeinderatsmitglied soll grundsätzlich nicht gleichzeitig auch für die Durchführung von Beschlüssen des Gemeinderats zuständig sein. Ein gewählter Kandidat für einen Gemeinderat, der bislang Beamter, Angestellter oder bei der Gemeinde angestellter Arbeiter war, muss sich nach seiner Wahl zwischen der Weiterbeschäftigung bei der Gemeinde und der Annahme des Mandats entscheiden. Üblicherweise schreiben die Kommunalverfassungsgesetze eine solche Inkompatibilität auch für Beschäftigte von kommunalen Betrieben vor.

## Gesellschafts- und vereinsrechtliche Inkompatibilitäten
Verschiedene gesellschaftsrechtliche Normen verbieten den Mitgliedern von Organen, die eine juristische Person gerichtlich vertreten, die Vertretung von Dritten gegen die juristische Person. Zum Beispiel darf das Vorstandsmitglied eines Vereines oder ein Geschäftsführer einer GmbH nicht Dritte gegen den Verein oder die GmbH vertreten. Dieses Vertretungsverbot gilt grundsätzlich nicht für Mitglieder von Organen, die keine gerichtliche Vertretungsmacht haben. Deshalb kann ein Rechtsanwalt Dritte gegen eine Genossenschaft vertreten und gleichzeitig Mitglied der Vertreterversammlung der Genossenschaft sein, sofern nicht die Satzung der Genossenschaft dies ausdrücklich untersagt.

## Berufsrechtliche Inkompatibilitäten
Berufsrechtliche Unvereinbarkeitsvorschriften enthalten in Deutschland zum Beispiel auch die Berufsordnung für Rechtsanwälte (BORA). Nach § 3 Absatz 1 BORA ist es dem Anwalt untersagt in Fällen tätig zu werden, in denen er bereits die andere Partei beraten oder vertreten hat. Dem Mediator ist es wegen seiner Pflicht zur Allparteilichkeit nach § 3 Absatz 2 Mediationsgesetz untersagt, eine Mediation zu führen, wenn er zuvor in derselben Sache für eine Partei tätig gewesen ist. Er darf auch nicht nach der Mediation in derselben Sache für eine Seite anwaltlich tätig werden.
Dem Notar untersagt § 8 Bundesnotarordnung (BNotO) grundsätzlich die Ausübung eines weiteren besoldeten Amtes oder die Ausübung eines weiteren Berufes. Seine Pflicht zur Unabhängigkeit und Unparteilichkeit (§ 28 BNotO) untersagt ihm notariell tätig zu werden, wenn er zuvor in derselben Angelegenheit anwaltlich tätig war.